# Nervilia
Nervilia – rodzaj roślin należący do rodziny storczykowatych (Orchidaceae). Należy do niego 83 gatunków. Występują one w tropikalnej i subtropikalnej Afryce, na Półwyspie Arabskim, Indyjskim (pod Himalaje na północy), w Azji południowo-wschodniej, w Japonii, na Nowej Gwinei, w północnej Australii i na wyspach południowo-zachodniego Pacyfiku.

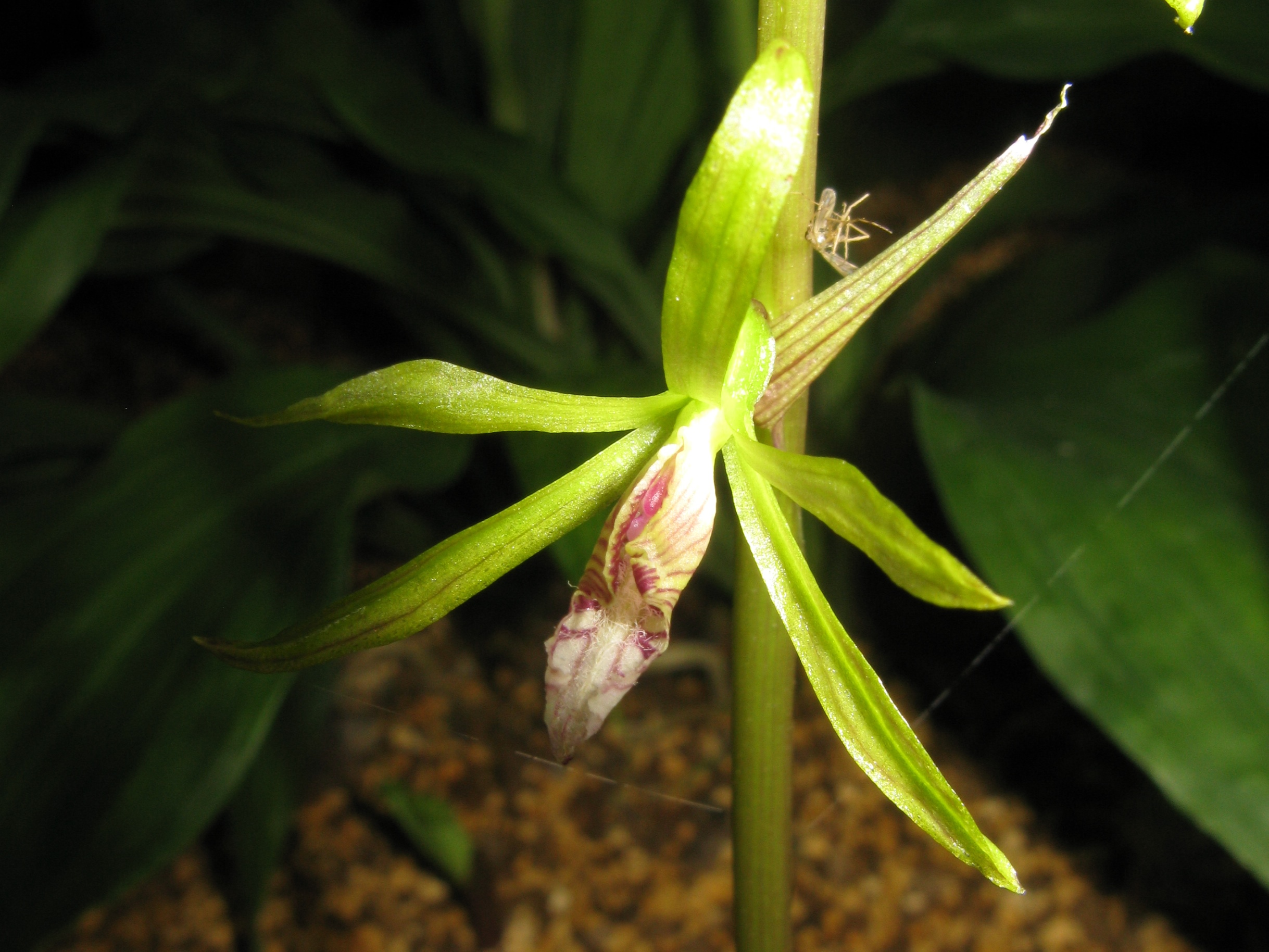
Nervilia concolor

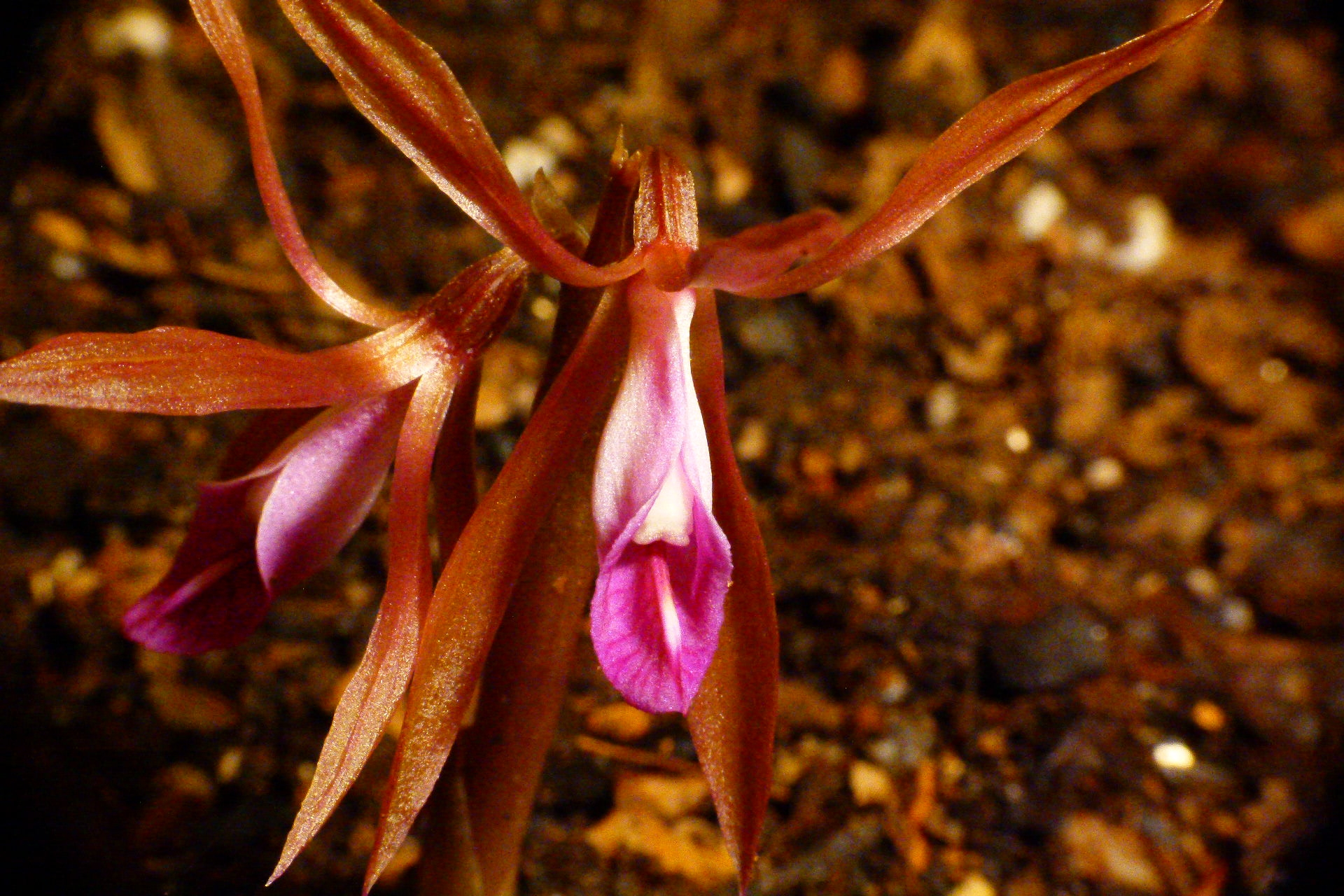
Nervilia plicata

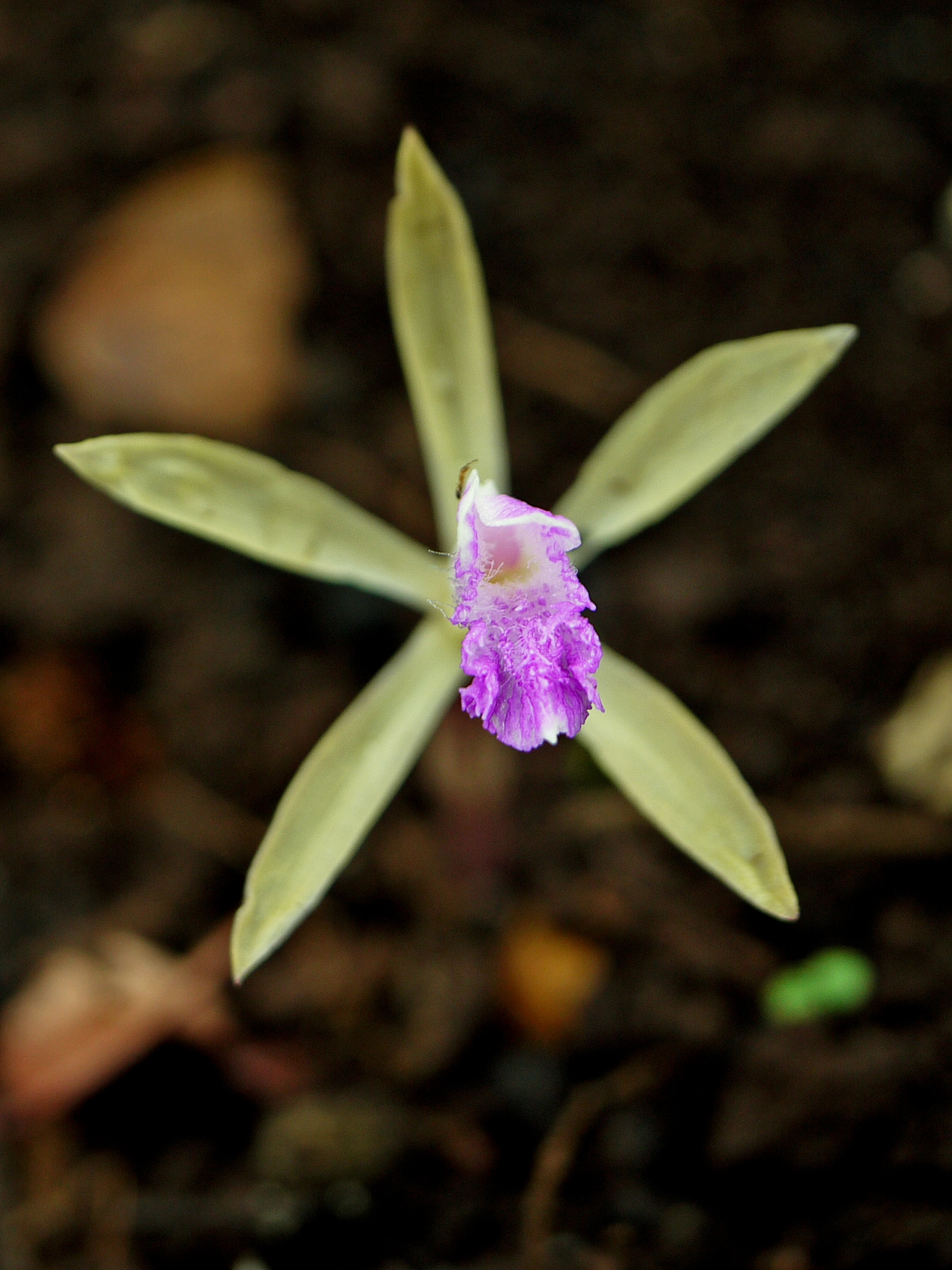
Nervilia crociformis

## Morfologia
PokrójLądowe rośliny zielne. Posiadają kuliste lub jajowate, mięsiste bulwy. Mają one od kilku do kilkunastu węzłów i kilka krótkich korzeni lub są ich pozbawione. Ze szczytu bulwy wyrasta łodyga, na której sukcesywnie rozwijają się pojedyncze liście lub kwiatostan. W ciągu sezonu z bulwy wyrasta od jednego do kilku rozłogów, na szczycie których powstają nowe bulwy.
LiścieSamotny liść zwykle pojawia się po kwitnieniu, zazwyczaj rozpostarty, sercowaty, okrągły, nerkowaty lub eliptyczny, z wierzchołkiem ostrym, tępym lub zaokrąglonym. Blaszka dłoniasto żyłkowana, często składana, cienka lub mięsista, naga lub owłosiona.
KwiatyKwiatostan wyprostowany, szczytowy, cienki lub nieco mięsisty, nagi. Szypułki z pojedynczym lub kilkoma rurowatymi pochwami u nasady, wydłużającymi się podczas owocowania roślin jednokwiatowych. Na osi rozwija się pojedynczy, 2 lub kilka kwiatów. Przysadki są drobne i lancetowate. Kwiaty są średniej wielkości, wzniesione lub zwieszone, z płatkami okwiatu rozpościerającymi się szeroko lub stulonymi. Listki zewnętrznego i wewnętrznego okółka podobne, wąsko jajowate lub eliptyczne. Warżka 3-klapowana lub rzadko prosta, u nasady z ostrogą, na szczycie całobrzega lub frędzlowata. Prętosłup wydłużony, tęgi lub szczupły, pylniki boczne, zwykle jajowate, dwukomorowe, z dwiema pyłkowinami granulowano-mączystymi. Znamię tarczowate lub zaokrąglone, leżącego poniżej rostellum.

## Systematyka
Rodzaj jest problematyczny systematycznie i słabo poznany, głównie z powodu słabych, niepełnych opisów i zbiorów zielnikowych, co z kolei wynika z pojawiania się kwiatostanów i liści w różnych okresach sezonu wegetacyjnego.
Pozycja systematyczna według Angiosperm Phylogeny Website (aktualizowany system APG III z 2009)
Jeden z rodzajów podplemienia Nerviliinae w plemieniu Nervilieae, podrodzinia epidendronowe (Epidendroideae) z rodziny storczykowatych (Orchidaceae). Storczykowate są kladem bazalnym w rzędzie szparagowców Asparagales w obrębie jednoliściennych.
Wykaz gatunków
- Nervilia acuminata (J.J.Sm.) Schltr.
- Nervilia adolphi Schltr.
- Nervilia affinis Schltr.
- Nervilia alishanensis T.C.Hsu, S.W.Chung & C.M.Kuo
- Nervilia appressifolia Aver. & V.C.Nguyen
- Nervilia ballii G.Will.
- Nervilia bandana (Blume) Schltr.
- Nervilia beumeei J.J.Sm.
- Nervilia bicarinata (Blume) Schltr.
- Nervilia borneensis (J.J.Sm.) Schltr.
- Nervilia concolor (Blume) Schltr.
- Nervilia cumberlegii Seidenf. & Smitinand
- Nervilia dilatata (Blume) Schltr.
- Nervilia falcata (King & Pantl.) Schltr.
- Nervilia fordii (Hance) Schltr.
- Nervilia fuerstenbergiana Schltr.
- Nervilia futago S.W.Gale & T.Yukawa
- Nervilia gammieana (Hook.f.) Pfitzer
- Nervilia gleadowii A.N.Rao
- Nervilia gracilis Aver.
- Nervilia grandiflora Schltr.
- Nervilia hemratii S.W.Gale, Tetsana & Suddee
- Nervilia hirsuta (Blume) Schltr.
- Nervilia hispida Blatt. & McCann
- Nervilia holochila (F.Muell.) Schltr.
- Nervilia hookeriana (King & Pantl.) Schltr.
- Nervilia hungii T.C.Hsu
- Nervilia ignobilis Tuyama
- Nervilia infundibulifolia Blatt. & McCann
- Nervilia jacksoniae Rinehart & Fosberg
- Nervilia juliana (Roxb.) Schltr.
- Nervilia kasiensis S.W.Gale & Phaxays.
- Nervilia khaoyaica Suddee, Watthana & S.W.Gale
- Nervilia khasiana (King & Pantl.) Schltr.
- Nervilia kotschyi (Rchb.f.) Schltr.
- Nervilia lanyuensis S.S.Ying
- Nervilia leguminosarum Jum. & H.Perrier
- Nervilia lilacea Jum. & H.Perrier
- Nervilia linearilabia T.P.Lin
- Nervilia mackinnonii (Duthie) Schltr.
- Nervilia macroglossa (Hook.f.) Schltr.
- Nervilia macrophylla Schltr.
- Nervilia maculata (C.S.P.Parish & Rchb.f.) Schltr.
- Nervilia maliana Schltr.
- Nervilia marmorata S.W.Gale, Suddee & Duangjai
- Nervilia multinervis Cavestro
- Nervilia muratana S.W.Gale & S.K.Wu
- Nervilia nipponica Makino
- Nervilia oxyglossa Fukuy.
- Nervilia palawensis Schltr.
- Nervilia pallidiflora Schltr.
- Nervilia pangteyana Jalal, Kumar & G.S.Rawat
- Nervilia parishiana (King & Pantl.) Schltr.
- Nervilia pectinata P.J.Cribb
- Nervilia peltata B.Gray & D.L.Jones
- Nervilia petaloidea Carr
- Nervilia petraea (Afzel. ex Sw.) Summerh.
- Nervilia platychila Schltr.
- Nervilia plicata (Andrews) Schltr.
- Nervilia pubilabia T.C.Hsu, C.W.Chen & Luu
- Nervilia pudica (Ames) W.Suarez
- Nervilia punctata (Blume) Makino
- Nervilia purpureotincta T.C.Hsu
- Nervilia renschiana (Rchb.f.) Schltr.
- Nervilia sciaphila Schltr.
- Nervilia septemtrionarius T.P.Lin
- Nervilia seranica J.J.Sm.
- Nervilia shirensis (Rolfe) Schltr.
- Nervilia similis Schltr.
- Nervilia simplex (Thouars) Schltr.
- Nervilia singaporensis Niissalo
- Nervilia stolziana Schltr.
- Nervilia subintegra Summerh.
- Nervilia tahanshanensis T.P.Lin & W.M.Lin
- Nervilia taitoensis (Hayata) Schltr.
- Nervilia taiwaniana S.S.Ying
- Nervilia trangensis S.W.Gale, Suddee & Duangjai
- Nervilia trichophylla Fukuy.
- Nervilia umenoi Fukuy.
- Nervilia umphangensis Suddee, Rueangr. & S.W.Gale
- Nervilia uniflora (F.Muell.) Schltr.
- Nervilia viridis S.W.Gale, Watthana & Suddee
- Nervilia winckelii J.J.Sm.